# Menhir von Selzen

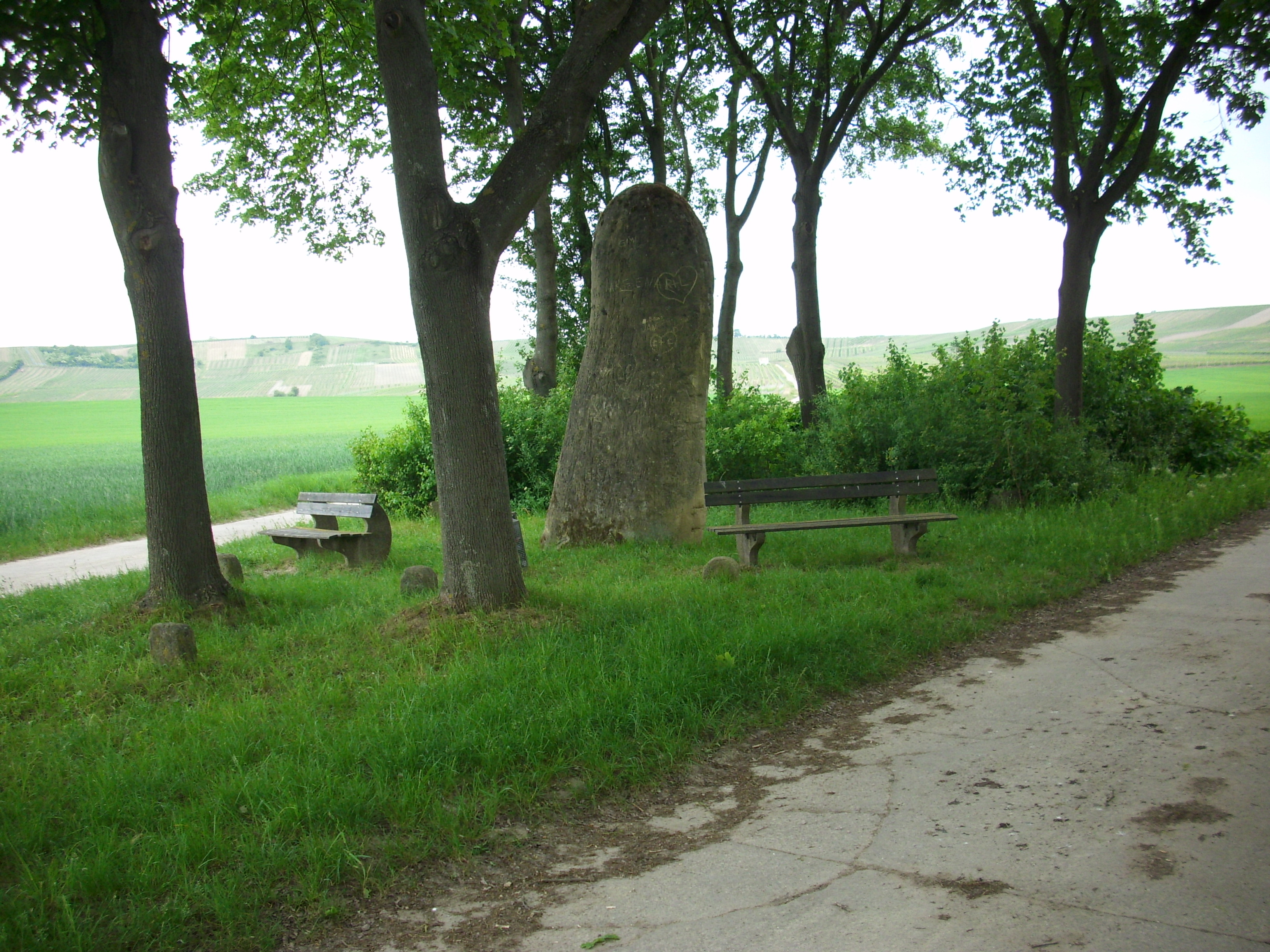
Menhir von Selzen

Der sogenannte Menhir von Selzen ist ein vermutlich natürlich gewachsener Steinpfeiler, der 1968 in einer Kiesgrube zwischen Selzen und Mommenheim gefunden und anschließend an seinen heutigen Standort verbracht wurde. Sein historischer Ursprung als Megalith ist nicht geklärt. Um ihn wurden sieben historische Grenzsteine gruppiert.